# Venaria Reale
Venaria Reale – miejscowość i gmina we Włoszech, w regionie Piemont, w prowincji Turyn.
Według danych na rok 2004 gminę zamieszkiwało 34 777 osób, 1738,8 os./km².